# تپه شارک
تپه شارک مربوط به دوران پیش از تاریخ ایران باستان تا دوران‌های تاریخی پس از اسلام است و در شهرستان سنقر، بخش مرکزی، روستای شارک واقع شده و این اثر در تاریخ ۱۱ مرداد ۱۳۸۴ با شمارهٔ ثبت ۱۲۴۹۴ به‌عنوان یکی از آثار ملی ایران به ثبت رسیده است.